# Gabriela Roel
Gabriela Roel  (Delicias, Mexikó, 1959. december 13. –) mexikói színésznő.

## Élete és pályafutása
1959. december 13-án született Deliciasban. 
Karrierjét 1985-ben kezdte. 1986-ban Rosario szerepét játszotta a Pobre juventudban. 1991-ben főszerepet játszott a Yo no creo en los hombres című telenovellában Alfredo Adame partnereként. 2004-ben a Prisionera című sorozatban Milagros Santos szerepét játszotta Gabriela Spanic mellett. 2009-ben megkapta Carmen szerepét a Pobre diablában.

## Filmográfia

### Filmek
| Év   | Cím                                       | Szerep                |
| ---- | ----------------------------------------- | --------------------- |
| 2008 | Pecados de una profesora                  | Magdalena Beltrán     |
| 2007 | Mejor es que Gabriela no se muera         | Ana Victoria/Gabriela |
| 2006 | Un encuentro ausente                      |                       |
| 2006 | Mujer alabastrina                         |                       |
| 2003 | La redención de Matilde                   |                       |
| 2002 | Asesino en serio                          | Gilda                 |
| 2001 | Demasiado amor                            |                       |
| 1998 | El cometa                                 |                       |
| 1997 | Ámbar                                     |                       |
| 1996 | Katuwira, donde nacen y mueren los sueños | Sofía                 |
| 1994 | El jardín del Edén                        | Serena                |
| 1993 | En medio de la nada                       |                       |
| 1993 | Tirano Banderas                           | Chinita               |
| 1991 | Bandidos                                  | Prostituta            |
| 1990 | Ciudad de ciegos                          | Socorro               |
| 1990 | Pueblo de madera                          | Marina                |
| 1989 | Intimidades de un cuarto de baño          |                       |
| 1989 | Tüzes alkony                              | La Luna               |
| 1988 | Azul celeste                              |                       |
| 1988 | El Dorado                                 | Inés                  |
| 1986 | El tres de copas                          | Casilda               |
| 1985 | Amor a la vuelta de la esquina            |                       |
| 1985 | Tacos de oro                              | Patty                 |
| 1985 | Viaje al paraíso                          |                       |
| 1985 | La casa que arde de noche                 |                       |

### Telenovellák
| Év        | Cím                                | Szerep                                                     | Magyar hang                  |
| --------- | ---------------------------------- | ---------------------------------------------------------- | ---------------------------- |
| 2018–2021 | Falsa identidad                    | Felipa                                                     |                              |
| 2017      | Hoy voy a cambiar                  | Felnőtt Lupita d’Alessio                                   |                              |
| 2016–2017 | A végzet asszonya                  | Azucena Aguirre                                            | Szórádi Erika                |
| 2016      | Hasta que te conocí                | Dona Brígida                                               |                              |
| 2015-2016 | El Dandy                           | María Luisa                                                |                              |
| 2014      | Elfeledett szerelem                | Eufrasia Pérez                                             | Rátonyi Hajni                |
| 2013      | Vivir a destiempo                  | Eleonora Campos                                            |                              |
| 2011      | Huérfanas                          | Santina Álvarez                                            |                              |
| 2010      | La loba                            | María Segovía / Lucrecia Aragones del Aguila "La Princesa" |                              |
| 2011      | Huérfanas                          | Önmaga                                                     |                              |
| 2009–2010 | Pobre diabla                       | Carmen                                                     |                              |
| 2008–2009 | Secretos del alma                  | Virginia Cervantes                                         |                              |
| 2006      | Campeones de la vida               | Minerva 'Mimí'                                             |                              |
| 2004      | A szerelem foglyai                 | Milagros Santos de Salvatierra                             | Peller Mariann (1-131. rész) |
| 2004      | A szerelem foglyai                 | Milagros Santos de Salvatierra                             | Peller Anna (132-189 .rész)  |
| 2003–2004 | Elbűvölő szerelem (Amor descarado) | Matilde García                                             | Udvarias Anna                |
| 2002–2003 | Súbete a mi moto                   | Laura                                                      |                              |
| 2002      | Cara o cruz                        | Claudette                                                  |                              |
| 2002      | Agua y aceite                      | Silvia                                                     |                              |
| 2001      | Cara o cruz                        | Claudette                                                  |                              |
| 1999–2000 | La vida en el espejo               | Raquel Carmona                                             |                              |
| 1997–1998 | Demasiado corazón                  | Sandra Quiroz                                              |                              |
| 1995–1996 | Con toda el alma                   | Milagros                                                   |                              |
| 1993      | Clarisa                            | Clarisa                                                    |                              |
| 1991      | Yo no creo en los hombres          | María Dolores Roblede                                      |                              |
| 1990      | Días sin luna                      | Sylvia Parlange                                            |                              |
| 1988      | Miami Vice                         | Lucia Meron                                                |                              |
| 1986–1987 | Pobre juventud                     | Rosario                                                    |                              |